# Fractura de acetábulo
La  fractura de acetábulo o fractura de cavidad cotiloidea, es un tipo de fractura ósea que afecta a la cavidad cotiloidea en la pelvis. No debe confundirse con la fractura de fémur, en la fractura de acetábulo el fémur permanece indemne, salvo que exista lesión combinada.

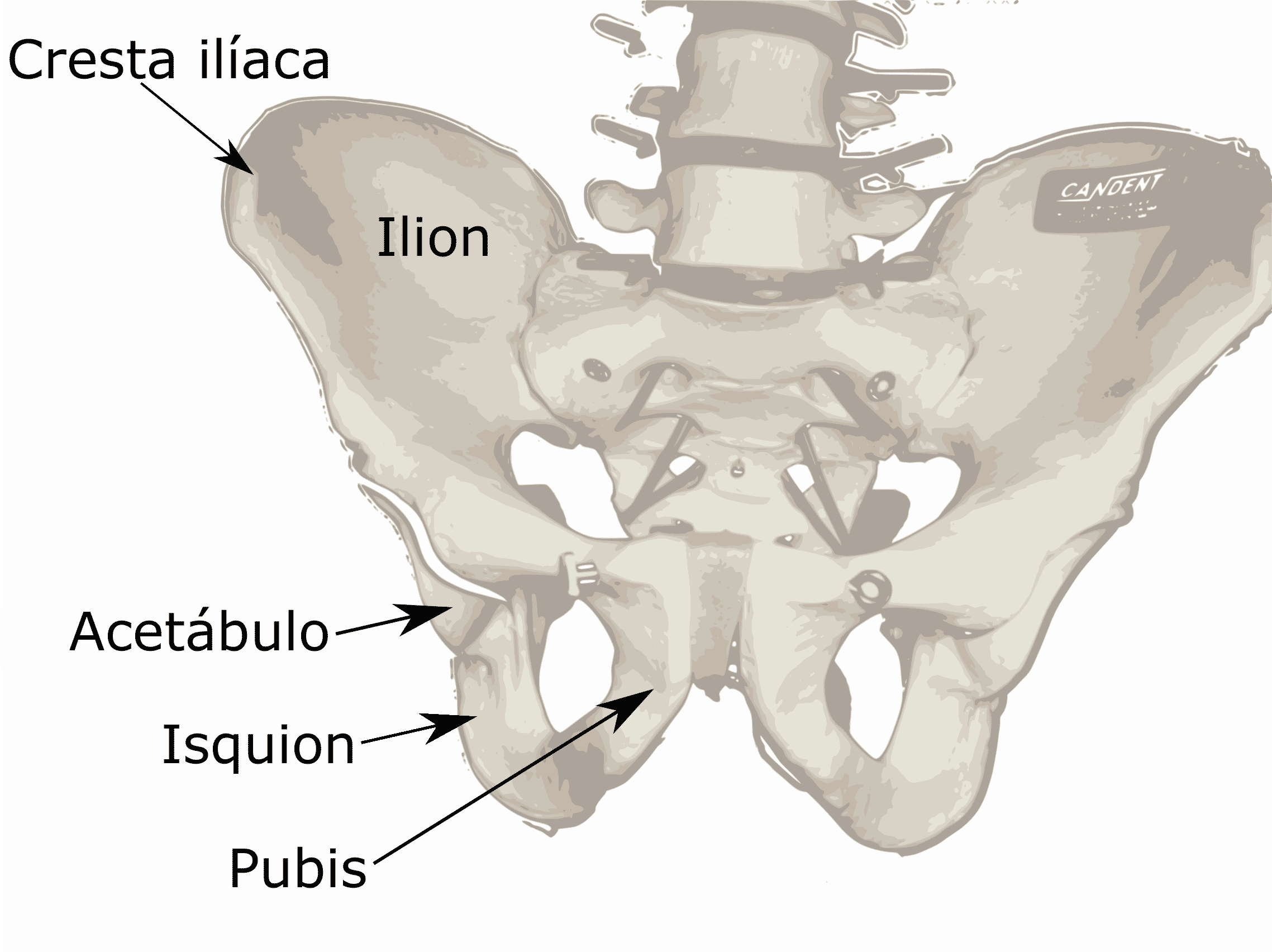
Localización del acetábulo en la pelvis.

El acetábulo es una cavidad situada en la superficie externa del hueso de la cadera, también llamada hueso coxal o hueso innominado. Está formado por tres huesos, el ilion, el isquion y el pubis. Juntos, el acetábulo y la cabeza del fémur forman la articulación de la cadera.
Las fracturas del acetábulo en individuos jóvenes generalmente resultan de una lesión de alta energía como un accidente vehicular o la primera caída de los pies. En personas mayores o con osteoporosis, una caída trivial puede provocar fractura acetabular. 
En 1964, los cirujanos franceses Robertt Judet, Jean Judet y Emile Letournel describieron por primera vez el mecanismo, la clasificación y el tratamiento de la fractura acetabular. Clasificaron estas fracturas en fracturas elementales (simples de dos partes) y asociadas (complejas de tres o más partes).

## Anatomía

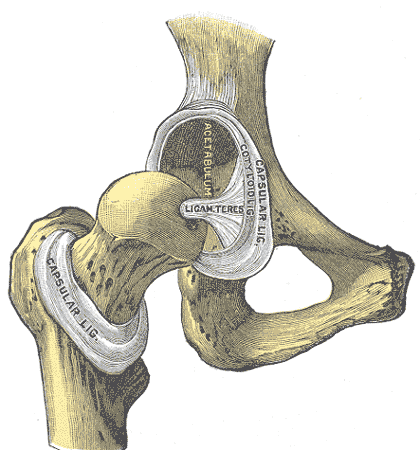
Articulación de la cadera formada por la cabeza del fémur y el acetábulo

En anatomía humana, el acetábulo es la porción articular cóncava de la superficie de la pelvis, a la que se adapta la cabeza del fémur para formar la articulación de la cadera.

## Etiología
Suelen tener lugar por traumatismos de alta energía como accidentes de tráfico o caídas de altura. En personas de edad avanzada o afectas de osteoporosis, pueden ocurrir por traumatismos menores.

## Epidemiología
Son más frecuentes en varones entre los 30 y los 40 años y muy raras en niños.

## Clínica
La presentación clínica más frecuente es un paciente que ha sufrido un politraumatismo grave y presenta imposibilidad para mover una extremidad inferior, con dolor intenso en la región de la cadera, deformidad y acortamiento del miembro afectado.

## Clasificación

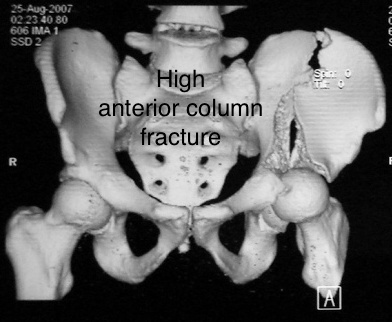
Imagen anterior en tres dimensiones de la pelvis en la que puede observarse una fractura compleja de acetábulo

Pueden dividirse en dos grupos principales, fracturas simples y complejas.
- Fracturas simples, en las que la línea de fractura es única, puede afectar al pilar anterior, el pilar posterior, la ceja cotiloidea o ser transversal.

- Fracturas complejas, existen 2 o más líneas de fractura.
  - Fractura en T compuesta por una línea transversa y afectación simultánea de la rama isquiopubiana o ileopubiana.
  - Fractura simultánea del pilar anterior y posterior.
  - Fractura de la pared posterior del acetábulo asociada a fractura del pilar posterior.

## Tratamiento
El objetivo del tratamiento es lograr una adecuada congruencia entre la cabeza del fémur y la cavidad cotiloidea en la pelvis, para conseguir una consolidación correcta de la fractura y una buena movilidad posterior. Generalmente se recomienda la cirugía para lograr una fijación estable y una recuperación precoz, sobre todo en las fracturas con desplazamiento. En casos más leves sin desplazamiento de fragmentos óseos, o cuando existen contraindicaciones para la cirugía, se recomienda el tratamiento ortopédico con inmovilización y tracción transesquelética.